# Dorthe Holm
Dorthe Holm, née le 3 juillet 1972, est une joueuse danoise de curling notamment médaillée d'argent aux Jeux olympiques d'hiver de 1998.

## Biographie
Dorthe Holm fait partie de la première équipe danoise à être championne d'Europe en 1994. Aux championnats du monde, elle est médaillée de bronze en 1997 et d'argent en 1998. Holm remporte également l'argent aux Jeux olympiques d'hiver de 1998 à Nagano au Japon, où le curling est un sport officiel pour la première fois depuis 1924. Cela représente la première médaille danoise de l'histoire des Jeux d'hiver. Elle est la porte-drapeau danoise aux Jeux olympiques d'hiver de 2006. Pendant sa carrière, elle est aussi cinq fois championne danoise avec le Hvidovre CC.